# Michel Host
Michel Host   (Veurne, 30 de setembre de 1937 - 13è districte de París, 6 de juny de 2021) va ser un columnista literari, traductor i escriptor francès. Va rebre el Premi Goncourt de l'any 1986 per la seva novel·la "Valet de nuit".

## Biografia
Michel Host va néixer el 1942 en una petita ciutat del Flandes francès. Va fer els estudis primaris com a internat en una escola catòlica. Als 19 anys va marxar a París, on va fer estudis superiors d'espanyol a La Sorbona.
Va exercir com a professor d'espanyol en diversos instituts i de literatura del Segle d'Or espanyol al CNED (Centre National d'Enseignement à Distance).
El 1983 va editar la seva primera novel·la, "L'Ombre, le Fleuve, l'Eté".
Va ser cronista literari a la "Revue des deux Mondes" i cofundador de la revista "L'Art du bref".
Com a traductor d'espanyol va traduir entre d'altres, vàries obres de Luis de Góngora (Sonetos, Fábula de Polifemo y Galatea).

### Obres destacades
- 1983: L'Ombre, le Fleuve, l'Eté
- 1986: Valet de nuit
- 1989: Les Cercles d'or
- 1990: La Maison Traum
- 1996: Les attentions de l'enfance
- 1997: Roxane
- 2003: Heureux mortels
- 2007: Le petit chat de neige
- 2008: L'amazone boréale
- 2010: Mémoires du serpent
- 2012: Petit vocabulaire de survie. Contre les agélastes & la timidité de la pensée et du dire, dictionnaire
- 2015: La Ville aux hommes, Poèmes
- Entre el 2000 i el 2017: Carnet d'un fou, una col·lecció en format digital[4]

### Premis
- 1984: Premi Robert Walser per L'Ombre, le Fleuve, l'Eté,
- 1986: Premi Goncourt per Valet de nuit
- 1996: Premi del llibre de Picardie per Les attentions de l'enfance
- 2003: Gran Premi de novel·la de la S.G.D.L, per Heureux mortels.[5]